# Wapiti (Zeitschrift)
Wapiti (vormals Bimbo) ist eine deutsche Zeitschrift für Kinder von sieben bis zehn Jahren. Sie wird von dem zur französischen Bayard-Gruppe gehörenden Sailer Verlag in Nürnberg herausgegeben. Wapiti bedient die Interessengebiete Wild- und Heimtiere, Natur und Wissen.

## Geschichte

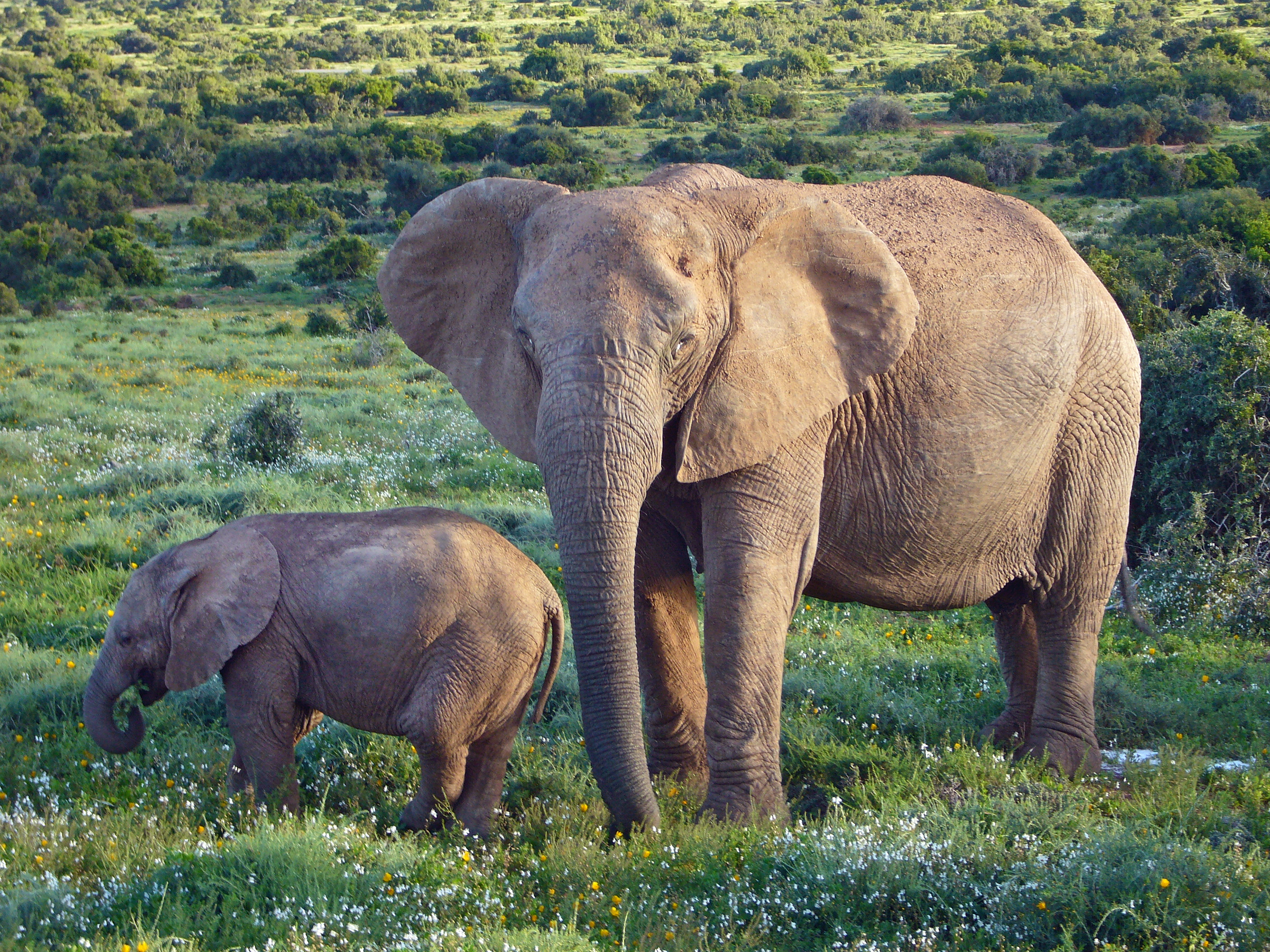
Ursprünglich war Bimbo, ein kleiner afrikanischer Elefant, Namensgeber für die Zeitschrift.

Wapiti hat seine Ursprünge in der 1949 ins Leben gerufenen Zeitschrift Der kleine Tierfreund. Aufgrund der sich ausdifferenzierenden Lesegewohnheiten wurde das ältere Periodikum als Jugendmagazin Tierfreund weitergeführt, dem 1978 mit Bimbo ein Kinderheft beigestellt wurde. Die seit 1949 bestehende Zeitschriftentradition blieb auch am Bimbo erkennbar, da die Bimbo-Hefte fortan den Untertitel „Der kleine Tierfreund“ führten. In den 1980er Jahren fungierte Wilfried Beuerle als Chefredakteur. In dieser Zeit bestand ein Heft aus 20 durchgehend farbig gedruckten Seiten. Die Schrift war deutlich größer, die Artikel waren kürzer als im Tierfreund. Kennzeichnend für die Hefte der 1980er Jahre war die monatlich auf Seite 2 und 3 abgedruckte Fortsetzungsgeschichte, die von Wilfried Beuerle verfasst und von Wolfgang Weber illustriert wurde. Sie handelte von den Abenteuern des kleinen namensgebenden afrikanischen Elefanten Bimbo. Im Oktober 2019 wurde die Zeitschrift in Wapiti umbenannt.

## Heutige Situation
Wapiti gibt es nur im Abonnement, die Zeitschrift ist werbefrei, wird nicht am Kiosk verkauft und erscheint monatlich mit einer verkauften Auflage von rund 43.000 Exemplaren. Die Stiftung Lesen bescheinigt dem Magazin Entdecker-Potential für Sieben- bis Zehnjährige.  Das Themenspektrum treffe die Interessen der Altersgruppe, insbesondere zum Thema Tiere. Sachinformationen seien gut aufbereitet, die direkte Ansprache der jungen Leser mache neugierig und besonders gelungen seien die Kinderreportagen.

## Inhalte
- Reportagen und Tierporträts aus aller Welt (z. B. Wüste, Regenwälder, Von Pol zu Pol, Wilder Westen), Tierfamilien (z. B. Alles über wilde Hunde, Große und kleine Katzen), spezielle tierische Themen (z. B. Wie Tiere wohnen, Tiere in Not, Tierische Stars, Berufe mit Tieren) und lehrplanbezogene Themen (z. B. Wald und Wiese, Vier Jahreszeiten)
- Wissensseiten inkl. Wissenstests
- Tiere daheim: Spiel und Spaß mit Heimtieren, Haltungs- und Pflege-Tipps
- Bastelideen, passend zum Hauptthema oder zur Jahreszeit
- illustrierte Lesegeschichte zum Mitraten und Kombinieren, um junge Leser für längere Texte zu gewinnen
- Bastelbogen auf dickem Papier mit Spielen und beweglichen Basteleien: z. B. Windmühle, Mini-Kicker, Daumenkino
- Tierposter mit Wissensposter auf der Rückseite (Wissen in Bildern – Fotos rund um ein Spezialthema [z. B. Vulkane, Inseln, Weltraum] oder einen Lebensraum [z. B. Steppe, Ozeane] mit Informationen dazu)
- Warum-Fragen, Kino-Tipps, Rätsel, Comics